# Handwühlen
Die Handwühlen sind kleine, eigentümlich aussehende Reptilien aus der Gattung Bipes. Bipes ist die einzige Gattung in der Familie der Zweifuß-Doppelschleichen (Bipedidae). Die Handwühlen erinnern an einen großen Regenwurm mit zwei maulwurfartigen Händen, haben keine weiteren Gliedmaßen und kriechen bzw. graben sich durch den Sandboden ihrer halbwüstenartigen mexikanischen Lebensräume.
Der Namensbestandteil „-wühlen“, das Aussehen und die Lebensweise können zu Verwechslungen mit den nicht näher verwandten Amphibien aus der Ordnung der Schleichenlurche (Gymnophiona) führen, die im Deutschen ebenfalls als Wühlen (Blindwühlen) bezeichnet werden.

## Merkmale
Handwühlen werden rund 20 Zentimeter (ca. 17–24 cm) lang, haben einen „wurmartigen“ Körper mit regelmäßigen Querringen und weisen eine Kopfbeschuppung aus kleinen, glatten Hornschilden auf. Während ihre Hinterbeine zurückgebildet sind, haben sie vorne ein stummelartiges Armpaar mit gut entwickelten, mit längeren Krallen versehenen Händen. Dies unterscheidet sie von Doppelschleichen anderer Gattungen, die völlig gliedmaßenlos sind. Die Augen sitzen recht weit vorne am stumpf abgerundeten Kopf und sind sehr klein; der Sehsinn ist reduziert. Ohröffnungen sind nicht vorhanden. Die Zunge ist zweispitzig und kann hervorgestreckt werden. Wie alle Doppelschleichen kriechen sie geradlinig vorwärts (und rückwärts!), ohne wie andere beinlose Echsen ihren Körper seitwärts zu schlängeln. Eine weitere Besonderheit ist, dass sie nur ihren linken Lungenflügel zur Atmung benutzen.

## Lebensweise
Die Handwühlen sind an eine grabende Lebensweise angepasst. Darauf deuten ihre glatten Schuppen am Kopf, ihre zurückgebildeten Extremitäten, ihr reduzierter Sehsinn und ihre Grabhände hin. Als Lebensräume dienen schütter bewachsene, sandbödige Trockenbiotope. Handwühlen ernähren sich von Insekten und anderen Wirbellosen, insbesondere von Ameisen und Termiten. Dazu dringen sie auch in die Bauten dieser Insekten ein.
Die Männchen besitzen als Begattungsorgan zwei Hemipenes. Wie die meisten Reptilien legen Handwühlen Eier. Sie tun dies innerhalb von Termitenbauten.

## Verbreitung

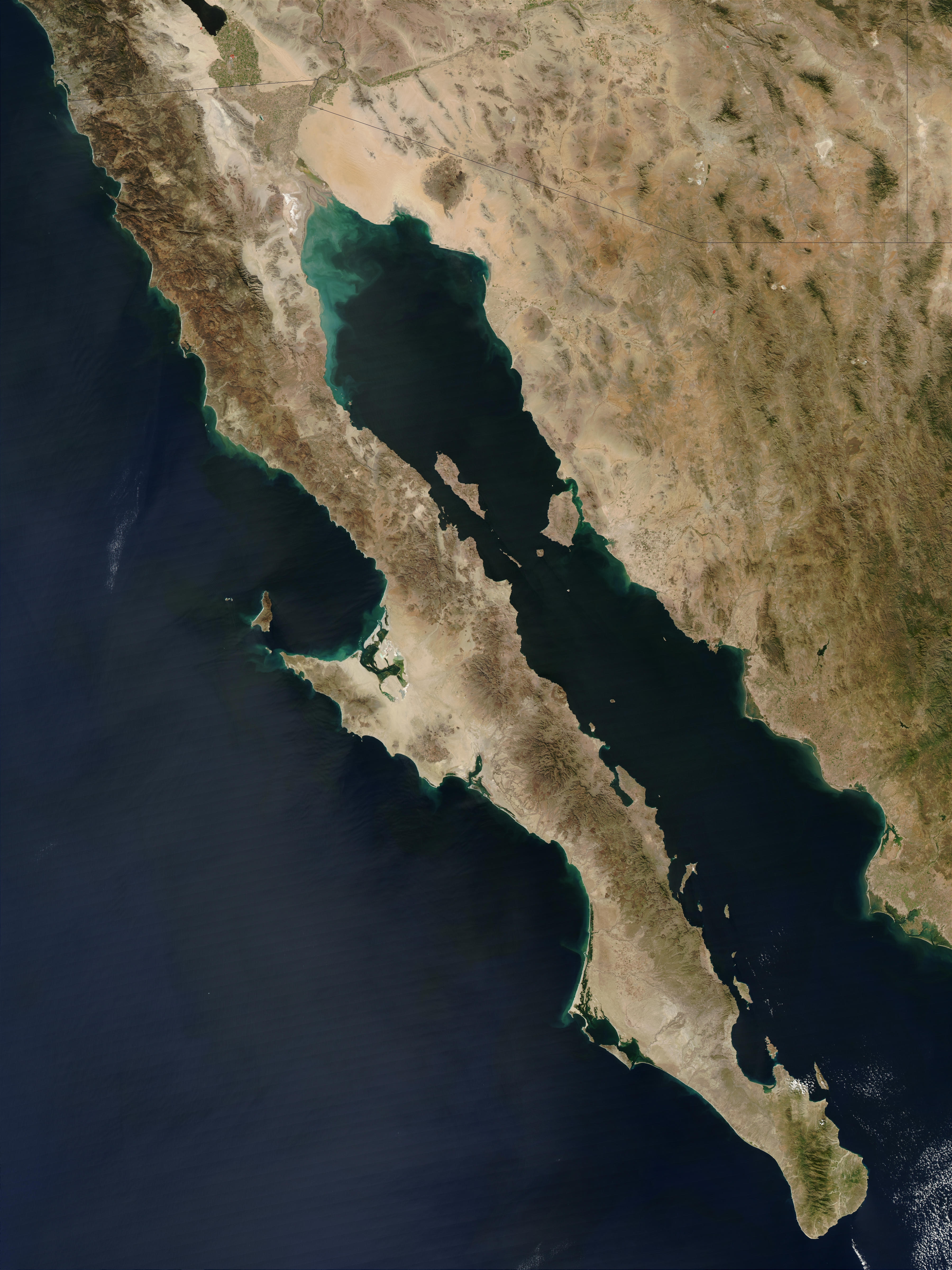
Satellitenaufnahme von Niederkalifornien

Das Vorkommen der Gattung beschränkt sich auf drei heute disjunkte Areale im Westen Mexikos, zum einen auf den Südwesten der Halbinsel Niederkalifornien (Bipes biporus), zum anderen auf zwei kleine Bereiche an der Westküste Mexikos, also auf der anderen Seite des Golfs von Kalifornien (Bipes canaliculatus, Bipes tridactylus). Die räumliche Trennung der Teilareale auf den beiden Seiten des Golfes von Kalifornien ist auf die plattentektonische Entwicklung der Region zurückzuführen: Die heutige Halbinsel Niederkalifornien war bis zum späten Miozän vor rund 6 Millionen Jahren komplett mit dem Festland Mexikos verbunden, bevor durch Einschwenken des Ostpazifischen Rückens auf den Nordamerikanischen Kontinent die schmale Landmasse allmählich nach Nordwesten driftete und sich infolgedessen der Golf von Kalifornien öffnete.

## Systematik
Die abstammungsgeschichtliche Einordnung der Doppelschleichen innerhalb der Schuppenkriechtiere ist noch umstritten, aber vermutlich sind sie enge Verwandte der Echten Eidechsen.
Die Familie Bipedidae wurde nach molekularbiologischen Studien als Schwestertaxon der Eigentlichen Doppelschleichen (Amphisbaenidae) plus den Spitzzahn-Doppelschleichen (Trogonophidae) betrachtet. Mittlerweile werden, ebenfalls auf molekulargenetischer Grundlage, zwei weitere Doppelschleichenfamilien ausgehalten, die Blanidae und Cadeidae, und die Bipedidae gelten als Schwestertaxon ebendieser beiden Gruppen (siehe folgendes Kladogramm):
|  | Eigentliche Doppelschleichen (Amphisbaenidae) |
|  |                                               |
|  | Spitzzahn-Doppelschleichen (Trogonophidae)    |
|  |                                               |

|  | Handwühlen (Bipedidae)                                |
|  |                                                       |
|  | \| \| Cadeidae \| \| \| \| \| \| Blanidae \| \| \| \| |
|  |                                                       |
|  | Cadeidae                                              |
|  |                                                       |
|  | Blanidae                                              |
|  |                                                       |

|  | Cadeidae |
|  |          |
|  | Blanidae |
|  |          |

|  | Eigentliche Doppelschleichen (Amphisbaenidae) |
|  |                                               |
|  | Spitzzahn-Doppelschleichen (Trogonophidae)    |
|  |                                               |

|  | Handwühlen (Bipedidae)                                |
|  |                                                       |
|  | \| \| Cadeidae \| \| \| \| \| \| Blanidae \| \| \| \| |
|  |                                                       |
|  | Cadeidae                                              |
|  |                                                       |
|  | Blanidae                                              |
|  |                                                       |

|  | Cadeidae |
|  |          |
|  | Blanidae |
|  |          |

|  | Eigentliche Doppelschleichen (Amphisbaenidae) |
|  |                                               |
|  | Spitzzahn-Doppelschleichen (Trogonophidae)    |
|  |                                               |

|  | Handwühlen (Bipedidae)                                |
|  |                                                       |
|  | \| \| Cadeidae \| \| \| \| \| \| Blanidae \| \| \| \| |
|  |                                                       |
|  | Cadeidae                                              |
|  |                                                       |
|  | Blanidae                                              |
|  |                                                       |

|  | Cadeidae |
|  |          |
|  | Blanidae |
|  |          |

|  | Eigentliche Doppelschleichen (Amphisbaenidae) |
|  |                                               |
|  | Spitzzahn-Doppelschleichen (Trogonophidae)    |
|  |                                               |

|  | Handwühlen (Bipedidae)                                |
|  |                                                       |
|  | \| \| Cadeidae \| \| \| \| \| \| Blanidae \| \| \| \| |
|  |                                                       |
|  | Cadeidae                                              |
|  |                                                       |
|  | Blanidae                                              |
|  |                                                       |

|  | Cadeidae |
|  |          |
|  | Blanidae |
|  |          |

Nach dieser Hypothese gehören die Bipedidae, die als einzige Doppelschleichen über Vorderbeine und einen nicht sonderlich stark zum Graben umgebildeten Schädel verfügen, zu den stärker abgeleiteten Taxa der Innengruppe. Dies impliziert, dass bei Korrektheit der Hypothese die Entwicklung des Kopfgrabens und die Reduktion der Vordergliedmaßen mindestens dreimal unabhängig voneinander innerhalb der Doppelschleichen stattgefunden haben muss.

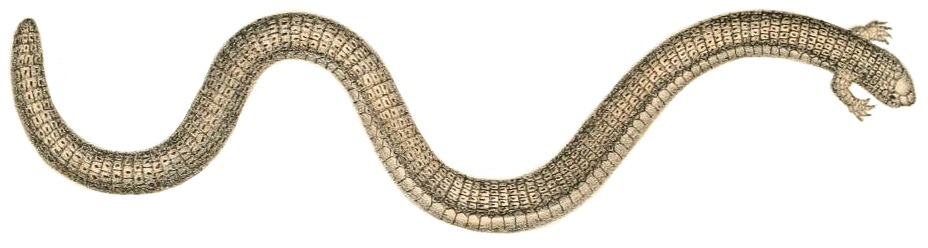
Vierfingerige Handwühle

Innerhalb der Gattung Bipes, der einzigen Gattung in der Familie Bipedidae, werden drei Arten unterschieden:
- Fünffingerige Handwühle – Bipes biporus (Cope, 1894)
- Vierfingerige Handwühle – Bipes canaliculatus Latreille, 1801
- Dreifingerige Handwühle – Bipes tridactylus (Dugès, 1894)